# Dictyophara hoberlandti
Dictyophara hoberlandti är en insektsart som beskrevs av Dlabola 1974. Dictyophara hoberlandti ingår i släktet Dictyophara och familjen Dictyopharidae. Inga underarter finns listade i Catalogue of Life.